# Paraíso, canto tercero

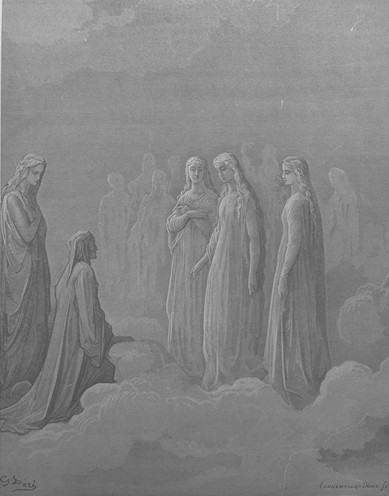
Piccarda, ilustración de Gustave Doré.

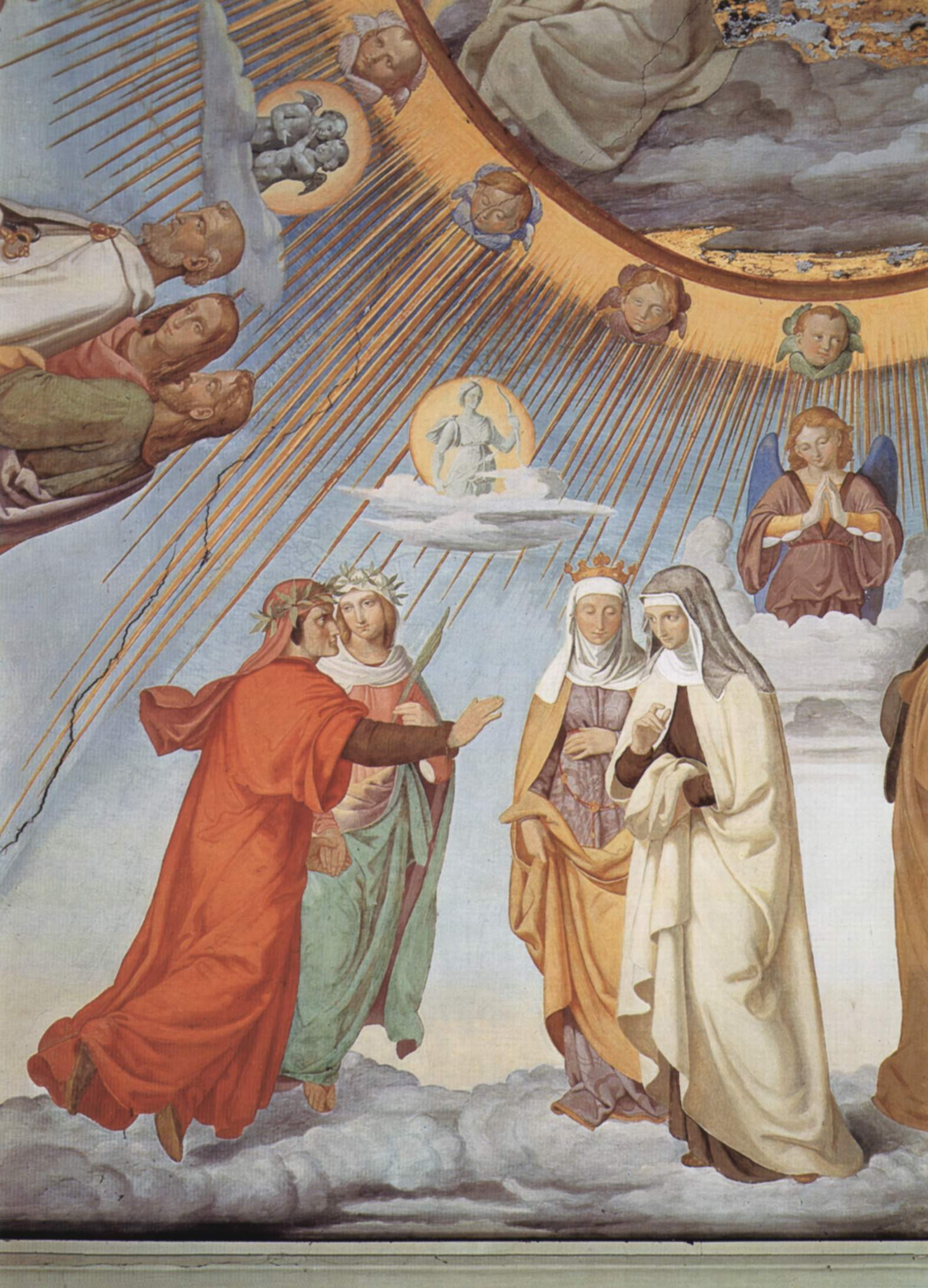
Dante encuentra a Costanza y a Piccarda, fresco de Philipp Veit

El canto tercero del Paraíso de Dante Alighieri se desarrolla en el cielo de la Luna, donde residen las almas de quienes actuaron para conseguir fama y honores terrenos. Nos encontramos en la mañana de 13 de abril de 1300, o según otros análisis, la del 30 de marzo de 1300.

## Temas y contenidos
- Dante satisfecho con las explicaciones de Beatriz (vv. 1-6)
- Apparizioni di immagini - (vv. 7-18)
- Error de Dante y explicación de Beatriz - vv. 19 al 33.
- Piccarda Donati - vv. 34-57.
- Los grados de la beatitud - vv. 58 al 87.
- El incumplimiento de los votos - vv. 88 al 108.
- Constanza I de Sicilia - vv. 109 al 120.
- Desaparición de las almas; Dante dirige la mirada a Beatriz - vv. 121 al 130.

## Síntesis
Tras escuchar la explicación sobre la naturaleza de las manchas lunares de parte de Beatriz, Dante queda muy sorprendido tras ver el primer grupo de almas de beatos. De hecho, en un principio las toma por figuras reflejadas, cometiendo un error inverso al de Narciso, quien viendo su propio reflejo en las aguas las creyó figuras reales. Al acercarse, sin embargo, descubre su verdadera naturaleza, y les pregunta quiénes son y por qué están en el Paraíso. Una le responde que se encuentra en el cielo de la Luna, donde se encuentran quienes no han respetado los votos debido a una constricción. Quien habla es Piccarda Donati, monja del convento di santa Clara secuestrada por sus hermanos para obligarla a casarse, haciéndola así renunciar a su matrimonio con Dios. Dante se pregunta si las almas del cielo de la Luna sienten envidia de las que se encuentran más cerca de Dios, pero Piccarda le explica que ninguna alma beata puede ser infeliz, pues su voluntad se identifica con la de Dios, y tienden libremente hacia este. Las almas del Paraíso son por ende igualmente felices. El canto se cierra con el encuentro con Constanza I de Sicilia, quien también fue monja y obligada a renunciar a los votos para contraer nupcias con Enrique VI, segundo emperador de Svevia, y dar a luz al futuro Federico II.